# Tamara James
Tamara James est une joueuse américaine de basket-ball, née le 13 juin 1984 à Dania Beach (Floride).

## Biographie
Elle est élue All-American par Nike, Gatorade et McDonald à sa sortie du lycée, où elle mène South Broward à trois titres d'Etat. En NCAA, elle est la première freshman de la Big East Conference à en la mettre meilleure marqueuse (21 points de moyenne) avec 10 points ou plus dans 30 de ses 31 rencontres. Elle figure dans le meilleur cinq de la Big East en sophomore (16,6 points par match). Ses statistiques atteignent 22,3 points en junior (5e dans le pays), pour la première année des Hurricanes dans l'Atlantic Coast Conference, puis 21,5 points en senior pour terminer meilleure scoreuse de Miami (hommes et femmes confondus) avec 2 406 points.
En mars 2016, elle est introduite au Hall of Fame de l'Université of Miami pour son record (hommes et femmes) de 2 406 points avec les Hurricanes de Miami. 
Diplômée en études théâtrales de l'Université de Miami, elle est le huitième choix de la draft WNBA 2006 par les Mystics de Washington, pour lesquels elle joue en 2006 et 2007.
En 2006-2007, elle dispute l'Eurocoupe avec Hondarribia-Irún.
En 2011, elle donne naissance à un fils.
En 2013, elle est championne d'Israël avec Elitzur Ramla.
En juillet 2016, elle se lance en politique dans sa ville natale de Dania Beach dont elle devient maire en novembre 2016.

## Clubs
- 2002-2006 :  Hurricanes de Miami (NCAA)
- 2006-2007 :  Hondarribia-Irún[4]
- 2012-2013 :  Elitzur Ramla

Championnat WNBA
- 2006-2007 :  Mystics de Washington